# Hôn nhân cùng giới ở Ecuador
Hôn nhân cùng giới được hợp pháp ở Ecuador kể từ ngày 12 tháng 6 năm 2019, khi Tòa án Hiến pháp phán quyết rằng cấm kết hôn cùng giới là vi hiến theo Hiến pháp Ecuador. Ecuador trở thành quốc gia Nam Mỹ thứ năm cho phép các cặp cùng giới kết hôn.
Kết hợp dân sự cho các cặp cùng giới đã được hợp pháp hóa bằng sự phê chuẩn Hiến pháp năm 2008 của Ecuador, bao gồm tất cả các quyền của hôn nhân ngoại trừ việc thông qua chung. Kết hợp dân sự được báo cáo đầu tiên được công nhận vào tháng 8 năm 2009.

## Kết hợp dân sự
Kể từ đầu thế kỷ 20, các liên minh dân sự khác giới, có sẵn sau hai năm chung sống, đã được trao các quyền giống như các cuộc hôn nhân dân sự. Vào cuối thế kỷ 19, cuộc cách mạng tự do do Eloy Alfaro lãnh đạo đã thiết lập sự tách biệt giữa nhà thờ và nhà nước trong nước. Kể từ khi hợp nhất sự tách biệt này trong những thập kỷ đầu tiên của thế kỷ 20, chỉ có hôn nhân dân sự hoặc hôn nhân được nhà nước công nhận.
Trong cuộc tranh luận về Hiến pháp mới của Ecuador năm 2008, các tổ chức LGBT đã vận động để đưa kết hợp dân sự (tiếng Tây Ban Nh: unión de hecho), cuối cùng đã được đưa vào Điều 68 của Hiến pháp, bất chấp sự phản đối từ Giáo hội Công giáo và các nhóm truyền giáo. Theo văn bản của Hiến pháp mới, sự khác biệt duy nhất giữa các hiệp hội cùng giới và khác giới là việc nhận con nuôi của các cặp cùng giới không được phép; quyền nhận con nuôi là giống nhau đối với các kết hợp dân sự như đối với hôn nhân dân sự, nhưng không mở rộng cho hôn nhân cùng giới. Bảo vệ chống phân biệt đối xử dựa trên xu hướng tính dục đã được đưa ra trong Hiến pháp năm 1998, Ecuador là một trong ba quốc gia đầu tiên trên thế giới áp dụng biện pháp bảo vệ hiến pháp như vậy.
Tổng thống Rafael Correa tuyên bố rằng ông muốn tài liệu cho phép hôn nhân cùng giới, nói rằng "lập trường nhân văn sâu sắc của chính phủ này là tôn trọng phẩm giá nội tại của mọi người, của mọi người, độc lập với tín ngưỡng, chủng tộc, sở thích tình dục của họ. Chúng tôi sẽ đưa ra một số đảm bảo nhất định cho các cặp đồng tính nam ổn định nhưng hôn nhân sẽ tiếp tục được dành riêng cho một người đàn ông, một người phụ nữ và gia đình. Mọi người đều có nhân phẩm, phải nói rằng, người ta phải tôn trọng một người độc lập với sở thích tình dục của họ. việc làm cho ai đó vì sở thích tình dục của họ. Đó là sự phân biệt đối xử, đó là vi hiến."
Hiến pháp đã được phê chuẩn trong một cuộc trưng cầu dân ý bằng 69,46% và được ghi nhận chính thức vào ngày 20 tháng 10 năm 2008. Kết hợp dân sự đầu tiên được công nhận vào tháng 8 năm 2009.

### Văn bản Điều 68 của Hiến pháp Ecuador
Trong tiếng Tây Ban Nha:  Art. 68.- "La unión estable y monogámica entre dos personas libres de vínculo matrimonial que formen un hogar de hecho, por el lapso y bajo las condiciones y circunstancias que señale la ley, generará los mismos derechos y obligaciones que tienen las familias constituidas mediante matrimonio. La adopción corresponderá sólo a parejas de distinto sexo." 
Đó là: "Sự kết hợp ổn định và một vợ một chồng giữa hai người, không có ràng buộc hôn nhân, tạo thành một cặp vợ chồng de facto và trong các điều kiện và hoàn cảnh mà pháp luật quy định, sẽ tạo ra các quyền và nghĩa vụ như nhau được tổ chức bởi các gia đình được xây dựng thông qua hôn nhân. Việc nhận con nuôi sẽ chỉ liên quan đến các cặp vợ chồng khác giới."

### Những thay đổi sau đó
Mặc dù các liên minh dân sự đã được hợp pháp hóa trong Hiến pháp 2008, nhưng chúng không được chính thức công nhận là hộ tịch cho đến ngày 15 tháng 9 năm 2014, khi Tổng cục Đăng ký Dân sự bắt đầu đăng ký chúng trên toàn quốc. Ba thành phố, Quito, Guayaquil và Cuenca, đã bắt đầu công nhận công đoàn dân sự trước tháng 9 năm 2014.
Vào ngày 21 tháng 4 năm 2015, Quốc hội đã bỏ phiếu ủng hộ dự luật quy định liên minh dân sự thành luật đạo luật, bởi 89-1. Dự luật cũng loại bỏ yêu cầu phải sống chung hai năm. Tổng thống Rafael Correa đã ký nó thành luật vào ngày 19 tháng 6 năm 2015.

## Hôn nhân cùng giới
Theo Điều 67 của Hiến pháp 2008, "hôn nhân là sự kết hợp giữa nam và nữ dựa trên sự đồng ý tự do của các bên và quyền, nghĩa vụ và năng lực pháp lý của họ." Tuy nhiên, các phán quyết của Tòa án Nhân quyền liên Mỹ và các tòa án trong nước của Ecuador kể từ khi Hiến pháp đã được phê chuẩn đã bắt buộc quyền kết hôn đối với các cặp cùng giới.

### Lịch sử
Trong một loạt các cuộc phỏng vấn với tờ báo địa phương  El Universo  trước cuộc tổng tuyển cử ở Ecuador 2013, hai trong số tám ứng cử viên tổng thống bày tỏ sự ủng hộ đối với hôn nhân cùng giới: ứng cử viên cánh tả Alberto Acosta, từ Thống nhất đa nguyên của những người đứng đầu và Norman Wray, từ phong trào Ruptura 25. Tổng thống Rafael Correa đã không tham gia vào các cuộc phỏng vấn. Tuy nhiên, trong một cuộc phỏng vấn năm 2011 cho Radio France Internationale, Correa nói rằng anh "không thể chấp nhận" kết hôn hoặc phá thai cùng giới, mặc dù khi được hỏi liệu anh có phản đối việc hợp pháp hóa một trong hai người không, anh chỉ nói đến việc phá thai khi nói rằng anh ấy chắc chắn sẽ phản đối nó. Vào ngày 17 tháng 2 năm 2013, Tổng thống Correa đã được tái đắc cử bởi một biên độ rộng. Vào ngày 23 tháng 5 năm 2013, Correa nhắc lại sự phản đối của mình đối với hôn nhân cùng giới.
Vào ngày 4 tháng 3 năm 2016, Chính quyền tỉnh Azuay nhất trí phê chuẩn một sắc lệnh cho phép kết hôn cùng giới tượng trưng. Sắc lệnh cho phép các cặp cùng giới đăng ký kết hôn với Cơ quan đăng ký dân sự tỉnh Azuay, nhưng cuộc hôn nhân chỉ mang tính biểu tượng và không có hiệu lực pháp lý. Cuộc hôn nhân cùng giới tượng trưng đầu tiên được tổ chức vào cuối tháng 6 năm 2016 tại Cuenca.
Trước khi 2017 bầu cử tổng thống, Paco Moncayo, ứng cử viên cho Dân chủ còn lại, cho rằng cần phải có một cuộc tranh luận quốc gia về việc hợp pháp hóa hôn nhân đồng tính. Cuộc bầu cử cuối cùng đã giành chiến thắng bởi Lenín Moreno, người không biết vị trí của hôn nhân cùng giới, vì ông từ chối trả lời các câu hỏi về vấn đề này từ nhà hoạt động Pamela Troya.

### Nỗ lực hợp pháp hóa

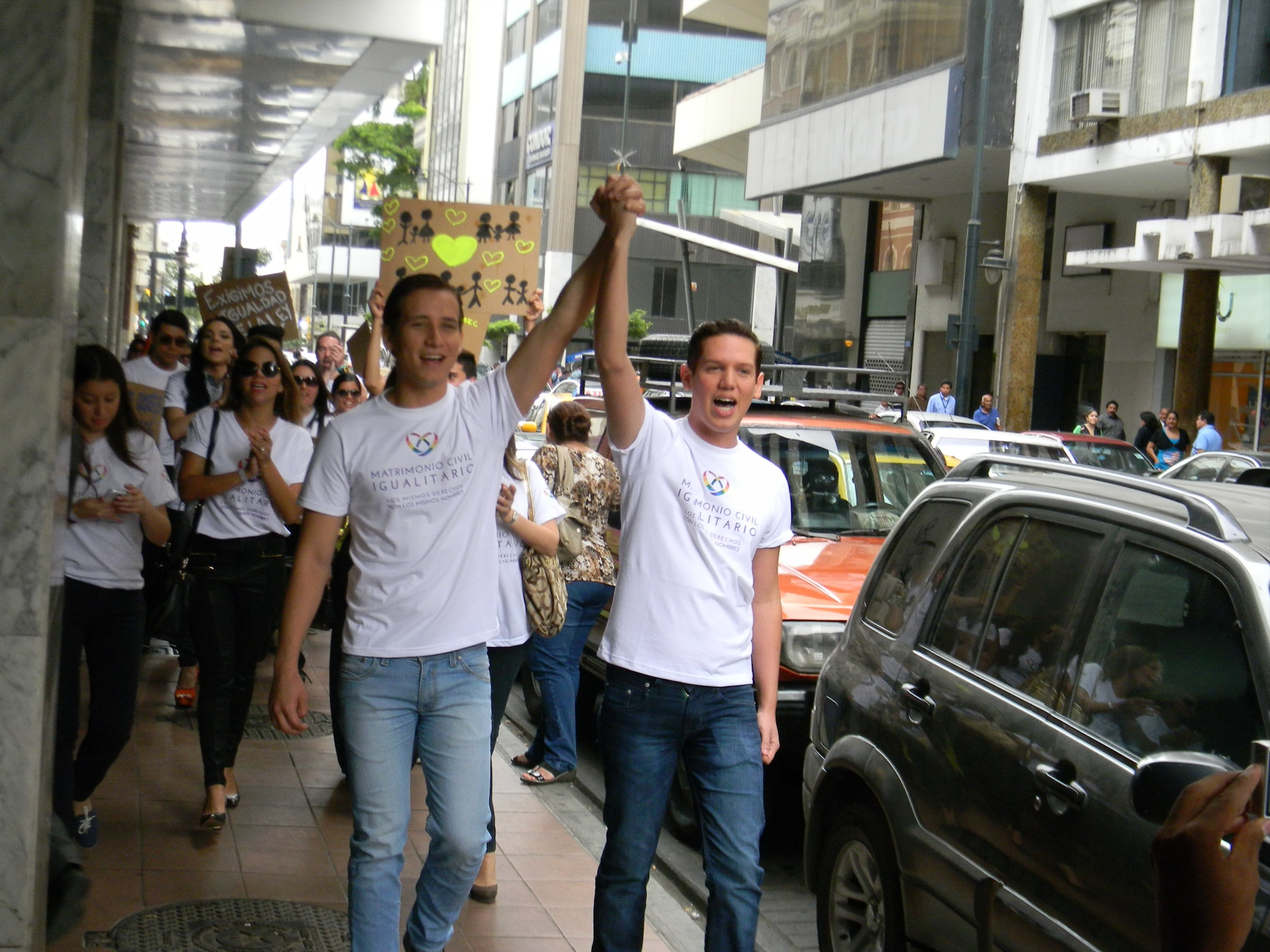
Santiago Vinces và Fernando Saltos trên đường đến Cơ quan đăng ký dân sự Guayaquil, như một phần của chiến dịch Matrimonio Civil Igualitario.

Vào ngày 5 tháng 8 năm 2013, các nhóm quyền LGBT đã phát động một chiến dịch toàn quốc dưới tên Matrimonio Civil Igualitario (Hôn nhân dân sự bình đẳng), tìm cách hợp pháp hóa hôn nhân cùng giới ở nước này. Chiến dịch đã được đưa ra với một bản kiến nghị kết hôn được thực hiện bởi nhà hoạt động Pamela Troya và đối tác của cô tại Cơ quan đăng ký dân sự của Quito. Bản kiến nghị đã bị từ chối vài ngày sau đó, với lý do Hiến pháp và Bộ luật Dân sự của đất nước. Cặp vợ chồng tuyên bố vào ngày 8 tháng 8 rằng họ sẽ đệ đơn kiện để có một thẩm phán ra lệnh cho Cơ quan đăng ký dân sự kết hôn với họ. Vụ kiện đã được đệ trình vào ngày 13 tháng 8 và vẫn đang chờ xử lý. Vụ việc hiện đang được Tòa án tối cao xem xét và tập trung nhiều vào vụ án Tòa án nhân quyền liên Mỹ Atala Riffo and Daughters v. Chile, trong đó cho rằng xu hướng tình dục là một phân loại nghi ngờ.
Vào ngày 26 tháng 8 năm 2013, một cặp vợ chồng khác đã đến Cơ quan đăng ký dân sự thành phố Guayaquil yêu cầu kết hôn. Cặp vợ chồng, Santiago Vinces và Fernando Saltos, diễu hành qua thành phố đến Cơ quan đăng ký dân sự với một đoàn xe của các nhà hoạt động và những người ủng hộ, bao gồm cả nữ diễn viên Érika Vélez. Yêu cầu kết hôn của họ đã bị từ chối ba ngày sau đó, với lý do tương tự được đưa ra cho cặp vợ chồng đầu tiên.

#### Phán quyết của Tòa án Nhân quyền Liên Mỹ 2018
Vào ngày 8 tháng 1 năm 2018, Tòa án Nhân quyền Liên Mỹ (IACHR) phán quyết rằng Công ước Mỹ về Nhân quyền bắt buộc và yêu cầu công nhận hôn nhân cùng giới. Phán quyết này hoàn toàn ràng buộc đối với Costa Rica và đặt tiền lệ ràng buộc ở các quốc gia Mỹ Latinh và Caribbean khác, bao gồm cả Ecuador.
Kể từ đó, các nhóm vận động LGBT ở Ecuador đã thúc giục Chính phủ tuân thủ phán quyết và hợp pháp hóa hôn nhân cùng giới.

#### Phán quyết tháng 6 năm 2018
Sau phán quyết của IACHR, hai cặp cùng giới đã đến Cơ quan đăng ký dân sự ở Cuenca để xin giấy phép kết hôn. Sau khi cả hai bị từ chối, họ đã đệ đơn kiện ra tòa với lý do rằng việc từ chối công nhận hôn nhân của họ là phân biệt đối xử, vi hiến và vi phạm Công ước Nhân quyền Hoa Kỳ. Trích dẫn phán quyết của IACHR, hai thẩm phán gia đình đã ra phán quyết có lợi cho các cặp vợ chồng vào ngày 29 tháng 6 năm 2018. Các thẩm phán đã ra lệnh cho Cơ quan đăng ký dân sự bắt đầu đăng ký kết hôn cùng giới. Tuy nhiên, Cơ quan đăng ký dân sự đã tuyên bố ý định kháng cáo quyết định này. Hai trường hợp có sự hỗ trợ của chính quyền tỉnh Azuay. Vào ngày 10 tháng 9 năm 2018, Phòng Lao động của Tòa án Tư pháp tỉnh đã lật lại cả hai quyết định, nói rằng vấn đề hôn nhân cùng giới cần được xử lý bởi Quốc hội hoặc Tòa án Hiến pháp.
Vào ngày 28 tháng 7 năm 2018, chủ tịch của Tòa án Hiến pháp, Alfredo Ruiz, nói rằng đa số các thẩm phán ủng hộ việc hợp pháp hóa hôn nhân cùng giới, và xác nhận rằng Tòa án sẽ bỏ phiếu để hợp pháp hóa nó.
Vào ngày 29 tháng 3 năm 2019, một phiên điều trần công khai đã được tổ chức để xác định xem ý kiến tư vấn OC 24/7 do IACHR đưa ra về hôn nhân cùng giới có được áp dụng cho Ecuador hay không. Tòa án cũng sẽ quyết định liệu nó có thể được áp dụng mà không cần sửa đổi Hiến pháp, Luật hữu cơ và quản lý dữ liệu dân sự và Bộ luật dân sự hay không. Vụ án đã được Tòa án Hiến pháp chấp nhận vào ngày 6 tháng 3 năm 2019, theo yêu cầu của các thẩm phán của Phòng Hình sự của Tòa án Tư pháp tỉnh Pichincha, liên quan đến vụ án hôn nhân dân sự của Efraín Soria và đối tác của ông ta là ông Javier Benalcázar. Tòa án Hiến pháp phải đưa ra phản hồi và giải quyết vụ việc trong vòng 45 ngày. Nhiều trường hợp đang chờ xử lý là hành động bất thường và sẽ được xử lý theo trình tự thời gian.

## Dư luận
Theo khảo sát của Trung tâm nghiên cứu Pew, được thực hiện từ ngày 7 tháng 11 năm 2013 đến ngày 26 tháng 1 năm 2014, 16% người dân Ecuador ủng hộ hôn nhân cùng giới và 74% phản đối.
Theo tờ AmericaBarometer 2014 (xuất bản vào tháng 6 năm 2015), 16,5% người dân Ecuador đã ủng hộ hôn nhân cùng giới.
AmericaBarometer 2017 cho thấy 33% người dân Ecuador ủng hộ hôn nhân cùng giới.